# Palacio de Scone

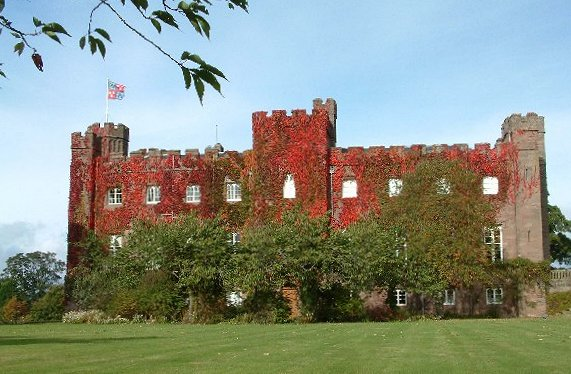

El Palacio de Scone (pronunciado /skuːn)/ es un castillo situado en Scone, cerca de Perth (Escocia), en el mismo lugar donde antes se levantaba la Abadía de Scone en la que se coronaba a los reyes escoceses durante la Edad Media. Construido en 1808 empleando piedra arenisca, es un ejemplo tardío de estilo georgiano.

## La Abadía de Scone
El Palacio de Scone se levanta en el mismo lugar en el que, hasta comienzos del siglo XIX, se levantaba la Abadía de Scone, lugar de coronación de los reyes escoceses y en la que se conservaba la "Piedra del Destino" o "Piedra de Scone", sitial sobre el que tenía lugar la ceremonia de coronación. Dicha abadía a su vez se levantó entre 1114 y 1122, en un lugar donde ya antes existían iglesias cristianas de los pobladores pictos. 
Con el despojo de la Piedra del Destino, trasladada a la Abadía de Westminster por Eduardo I de Inglaterra en 1296, y con el traslado de la capital escocesa a Edimburgo, la abadía fue perdiendo importancia, hasta que durante la Reforma religiosa escocesa iniciada por John Knox fue transformada en propiedad secular y otorgada al Conde de Gowrie, primero, luego al Vizconde de Stormont y al Conde de Mansfield después. En la actualidad no queda ningún resto de dicha abadía sobre el nivel del suelo, ya que su lugar ha sido ocupado por el Palacio de Scone, del siglo XIX.

## El actual Palacio de Scone
El Palacio de Scone, tal y como se puede contemplar hoy en día, fue construido en 1808 por orden de David Murray, tercer Conde de Mansfield, y bajo la dirección del arquitecto William Atkinson. La reconstrucción se llevó a cabo empleando piedra arenisca y con un estilo gótico georgiano.
En la actualidad, el Palacio acoge una importante colección de porcelanas, muebles y relojes, incluyendo varias sillas de estilo Rococó de Pierre Bara, así como cerámicas de Dresde o Sèvres. Dichas colecciones pueden visitarse, así como los jardines del Palacio, en los que puede contemplarse una réplica de la Piedra de Scone en el mismo lugar en el que, durante la Edad Media, tenían lugar las coronaciones.